# Geothlypis semiflava
Mariquita-de-coroa-olivácea ou pia-cobra-de-coroa-oliva (Geothlypis semiflava) é uma espécie de ave da família Parulidae.
Pode ser encontrada nos seguintes países: Colômbia, Costa Rica, Equador, Honduras, México, Nicarágua e Panamá.
Os seus habitats naturais são: matagal húmido tropical ou subtropical e florestas secundárias altamente degradadas.